# César voor beste mannelijke bijrol
De César voor beste mannelijke bijrol (Frans: César du meilleur acteur dans un second rôle) is de César-filmprijs die jaarlijks wordt uitgereikt aan de beste acteur in een bijrol. Deze César wordt uitgereikt sinds de creatie van de Césars in 1976.

## Introductie
Verscheidene acteurs wonnen deze César meermaals:
- 3 maal : Niels Arestrup
- 2 maal : Jean Carmet, André Dussollier, Jacques Dufilho

De acteurs met meerdere nominaties:
- 5 : Fabrice Luchini, André Dussollier en Guy Marchand
- 4 : Jean-Pierre Marielle, Jean Carmet, Jean-Hugues Anglade, François Cluzet en Niels Arestrup
- 3 : Claude Rich, Lambert Wilson, Jean Bouise, Bernard Giraudeau, Roschdy Zem, Michel Aumont, Jacques Dufilho, Jean-Pierre Darroussin, Michael Lonsdale en Bernard Le Coq
- 2 : Gérard Darmon, Dany Boon, Jacques Villeret, Jamel Debbouze, Jean-Louis Trintignant, Bernard Fresson, Jean-Pierre Bacri, François Berléand, Jean-Claude Brialy, Jean-Pierre Kalfon, Gérard Lanvin, Jean-Paul Roussillon, Clovis Cornillac, Eddy Mitchell, Jacques Dutronc, Daniel Prévost, Ticky Holgado, Maurice Garrel, JoeyStarr, Michel Vuillermoz, Patrick Chesnais en François Damiens

## Laureaten en nominaties

### Jaren 1970
- 1976 : Jean Rochefort - Que la fête commence
  - Victor Lanoux - Adieu poulet
  - Patrick Dewaere - Adieu poulet
  - Jean Bouise - Le Vieux Fusil

- 1977 : Claude Brasseur - Un éléphant ça trompe énormément
  - Jean-Claude Brialy - Le Juge et l'Assassin
  - Jacques Dutronc - Mado
  - Charles Denner - Si c'était à refaire

- 1978 : Jacques Dufilho - Le Crabe-tambour
  - Michel Aumont - Des enfants gâtés
  - Jean-François Balmer - La Menace
  - Jean Bouise - Le Juge Fayard dit Le Shériff
  - Philippe Léotard - Le Juge Fayard dit Le Shériff

- 1979 : Jacques Villeret - Robert et Robert
  - Michel Serrault - L'Argent des autres
  - Jean Carmet - Le Sucre
  - Claude Brasseur - Une histoire simple

### Jaren 1980
- 1980 : Jean Bouise - Coup de tête
  - Michel Aumont - Courage fuyons
  - Bernard Giraudeau - Le Toubib
  - Bernard Blier - Série noire

- 1981 : Jacques Dufilho - Un mauvais fils
  - Alain Souchon - Je vous aime
  - Heinz Bennent - Le Dernier Métro
  - Guy Marchand - Loulou

- 1982 : Guy Marchand - Garde à vue
  - Jean-Pierre Marielle - Coup de torchon
  - Eddy Mitchell - Coup de torchon
  - Gérard Lanvin - Une étrange affaire

- 1983 : Jean Carmet - Les Misérables
  - Gérard Klein - La Passante du Sans-Souci
  - Michel Jonasz - Qu'est-ce qui fait courir David ?
  - Jean-François Stévenin - Une Chambre en ville

- 1984 : Richard Anconina - Tchao Pantin
  - Guy Marchand - Coup de foudre
  - Bernard Fresson - Garçon!
  - Jacques Villeret - Garçon!
  - François Cluzet - L'Été meurtrier

- 1985 : Richard Bohringer - L'Addition
  - Lambert Wilson - La Femme publique
  - Fabrice Luchini - Les Nuits de la pleine lune
  - Bernard-Pierre Donnadieu - Rue barbare
  - Michel Aumont - Un dimanche à la campagne

- 1986 : Michel Boujenah - Trois hommes et un couffin
  - Xavier Deluc - On ne meurt que deux fois
  - Michel Galabru - Subway
  - Jean-Hugues Anglade - Subway
  - Jean-Pierre Bacri - Subway

- 1987 : Pierre Arditi - Mélo
  - Gérard Darmon - 37°2 le matin
  - Jean-Louis Trintignant - La Femme de ma vie
  - Claude Piéplu - Le Paltoquet
  - Jean Carmet - Les Fugitifs

- 1988 : Jean-Claude Brialy - Les Innocents
  - Tom Novembre - Agent trouble
  - Jean-Pierre Kalfon - Le Cri du hibou
  - Jean-Pierre Léaud - Les Keufs
  - Guy Marchand - Noyade interdite

- 1989 : Patrick Chesnais - La Lectrice
  - Alain Cuny - Camille Claudel
  - Patrick Bouchitey - La vie est un long fleuve tranquille
  - Jean Reno - Le grand bleu
  - Jean-Pierre Marielle - Quelques jours avec moi

### Jaren 1990
- 1990 : Robert Hirsch - Hiver 54, l'abbé Pierre
  - Jacques Bonnaffé - Baptême
  - François Cluzet - Force majeure
  - François Perrot - La Vie et rien d'autre
  - Roland Blanche - Trop belle pour toi

- 1991 : Jacques Weber - Cyrano de Bergerac
  - Maurice Garrel - La Discrète
  - Michel Duchaussoy - Milou en mai
  - Michel Galabru - Uranus
  - Daniel Prévost - Uranus

- 1992 : Jean Carmet - Merci la vie
  - Jean-Claude Dreyfus - Delicatessen
  - Ticky Holgado - Une époque formidable
  - Bernard Le Coq - Van Gogh
  - Gérard Séty - Van Gogh

- 1993 : André Dussollier - Un cœur en hiver
  - Jean Yanne - Indochine
  - Patrick Timsit - La Crise
  - Fabrice Luchini - Le Retour de Casanova
  - Jean-Pierre Marielle - Max et Jérémie

- 1994 : Fabrice Luchini - Tout ça pour ça
  - Jean-Pierre Darroussin - Cuisine et dépendances
  - Jean-Roger Milo - Germinal
  - Thomas Langmann - Le Nombril du monde
  - Didier Bezace - Profil bas

- 1995 : Jean-Hugues Anglade - La Reine Margot
  - Claude Rich - La Fille de d'Artagnan
  - Fabrice Luchini - Le Colonel Chabert
  - Bernard Giraudeau - Le Fils préféré
  - Daniel Russo - Neuf mois

- 1996 : Eddy Mitchell - Le bonheur est dans le pré
  - Ticky Holgado - Gazon maudit
  - Jean-Pierre Cassel - La Cérémonie
  - Jean-Hugues Anglade - Nelly et Monsieur Arnaud
  - Michael Lonsdale - Nelly et Monsieur Arnaud

- 1997 : Jean-Pierre Darroussin - Un air de famille
  - Jacques Gamblin - Pédale douce
  - Bernard Giraudeau - Ridicule
  - Jean Rochefort - Ridicule
  - Albert Dupontel - Un héros très discret

- 1998 : Jean-Pierre Bacri - On connaît la chanson
  - Vincent Pérez - Le Bossu
  - Jean-Pierre Darroussin - Marius et Jeannette
  - Gérard Jugnot - Marthe
  - Lambert Wilson - On connaît la chanson

- 1999 : Daniel Prévost - Le Dîner de cons
  - Jean-Louis Trintignant - Ceux qui m'aiment prendront le train
  - Vincent Pérez - Ceux qui m'aiment prendront le train
  - Bernard Fresson - Place Vendôme
  - Jacques Dutronc - Place Vendôme

### Jaren 2000
- 2000 : François Berléand - Ma petite entreprise
  - Jacques Dufilho - C'est quoi la vie?
  - Claude Rich - La Bûche
  - André Dussollier - Les Enfants du marais
  - Roschdy Zem - Ma petite entreprise

- 2001 : Gérard Lanvin - Le Goût des autres
  - Lambert Wilson - Jet Set
  - Emir Kusturica - La Veuve de Saint-Pierre
  - Alain Chabat - Le Goût des autres
  - Jean-Pierre Kalfon - Saint-Cyr

- 2002 : André Dussollier - La Chambre des officiers
  - Édouard Baer - Betty Fisher et autres histoires
  - Jamel Debbouze - Le Fabuleux Destin d'Amélie Poulain
  - Rufus - Le Fabuleux Destin d'Amélie Poulain
  - Jean-Paul Roussillon - Une hirondelle a fait le printemps

- 2003 : Bernard Le Coq - Se souvenir des belles choses
  - Gérard Darmon - Astérix & Obélix : Mission Cléopâtre
  - Jamel Debbouze - Astérix & Obélix : Mission Cléopâtre
  - Denis Podalydès - Embrassez qui vous voudrez
  - François Cluzet - L'Adversaire

- 2004 : Darry Cowl - Pas sur la bouche
  - Clovis Cornillac - A la petite semaine
  - Yvan Attal - Bon Voyage
  - Jean-Pierre Marielle - La Petite Lili
  - Marc Lavoine - Le Cœur des hommes

- 2005 : Clovis Cornillac - Mensonges et trahisons et plus si affinités
  - André Dussollier - 36 quai des Orfèvres
  - François Berléand - Les Choristes
  - Jean-Paul Rouve - Podium
  - Maurice Garrel - Rois et Reine

- 2006 : Niels Arestrup - De battre mon cœur s'est arrêté
  - Maurice Bénichou - Caché
  - Georges Wilson - Je ne suis pas là pour être aimé
  - Dany Boon - Joyeux Noël
  - Roschdy Zem - Le Petit lieutenant

- 2007 : Kad Merad - Je vais bien, ne t'en fais pas
  - Guy Marchand - Dans Paris
  - Dany Boon - La Doublure
  - André Dussollier - Ne le dis à personne
  - François Cluzet - Quatre étoiles

- 2008 : Sami Bouajila - Les Témoins
  - Laurent Stocker - Ensemble, c'est tout
  - Pascal Greggory - La Môme
  - Michael Lonsdale - La Question humaine
  - Fabrice Luchini - Molière

- 2009 : Jean-Paul Roussillon - Un conte de Noël
  - Benjamin Biolay - Stella
  - Claude Rich - Aide-toi, le ciel t'aidera
  - Pierre Vaneck - Deux jours à tuer
  - Roschdy Zem - La Fille de Monaco

### Jaren 2010
- 2010 : Niels Arestrup - Un prophète
  - Jean-Hugues Anglade - Persécution
  - JoeyStarr - Le Bal des actrices
  - Benoît Poelvoorde - Coco avant Chanel
  - Michel Vuillermoz - Le Dernier pour la route

- 2011 : Michael Lonsdale - Des hommes et des dieux
  - Niels Arestrup - L'Homme qui voulait vivre sa vie
  - François Damiens - L'Arnacœur
  - Gilles Lellouche - Les Petits Mouchoirs
  - Olivier Rabourdin - Des hommes et des dieux

- 2012 : Michel Blanc - L'Exercice de l'État
  - Nicolas Duvauchelle - Polisse
  - JoeyStarr - Polisse
  - Bernard Le Coq - La Conquête
  - Frédéric Pierrot - Polisse

- 2013 : Guillaume de Tonquédec - Le Prénom
  - Samir Guesmi - Camille redouble
  - Benoît Magimel - Cloclo
  - Claude Rich - Cherchez Hortense
  - Michel Vuillermoz - Camille redouble

- 2014 : Niels Arestrup - Quai d'Orsay
  - Patrick Chesnais - Les Beaux Jours
  - Patrick d'Assumçao - L'Inconnu du lac
  - François Damiens - Suzanne
  - Olivier Gourmet - Grand Central

- 2015 : Reda Kateb - Hippocrate
  - Éric Elmosnino - La Famille Bélier
  - Jérémie Renier - Saint Laurent
  - Guillaume Gallienne - Yves Saint Laurent
  - Louis Garrel - Saint Laurent

- 2016 : Benoît Magimel - La Tête haute
  - Michel Fau - Marguerite
  - Louis Garrel - Mon roi
  - André Marcon - Marguerite
  - Vincent Rottiers - Dheepan

- 2017 : James Thierrée - Chocolat
  - Gabriel Arcand - Le Fils de Jean
  - Vincent Cassel - Juste la fin du monde
  - Vincent Lacoste - Victoria
  - Laurent Lafitte - Elle
  - Melvil Poupaud - Victoria